# Vulvoz
Vulvoz é uma comuna francesa na região administrativa de Borgonha-Franco-Condado, no departamento de Jura. Estende-se por uma área de 4,49 km². Em 2010 a comuna tinha 21 habitantes (densidade: 4,7 hab./km²).